# جولبارج باشي
جولبارج باشي (بالفارسية: گلبرگ باشی) ولدت في الأهواز في إيران، هي أستاذة إيرانية سويدية ونشاطة في مجال النسوية وتشغل اليوم منصب أستاذة الدراسات الإيرانية في جامعة روتجرز في الولايات المتحدة.
اشتهرت جولبارج بسبب عملها في القضايا النسوية؛ ثم زادت شهرتها عندما كتب عشرات المقالات التي تتحدث عن حقوق الإنسان في الشرق الأوسط ووضع المرأة في إيران. لها اثنان من الأعمال الشهيرة وهما موجات النسوية الإيرانية الذي صدر عام 2009، ثم من العالم الثالث ومن امرأة إلى أخرى: محادثة مع غاياتري سبيفاك الذي صدر عام 2010 ثم عمل ثالث لم يحقق الشهرة الكافية تحت عنوان شاهد عيان على التاريخ: آية الله منتظري الصادر سنة 2006.

## السيرة الذاتية
ولدت جولبارج باشي في إيران ونشأت في السويد، تلقت تعليمها في جامعة مانشستر ثم جامعة برستل قبل أن تحصل على درجة الدكتوراه من جامعة كولومبيا في مدينة نيويورك. ركزت في بحث الدكتوراه على نقد النسوية من خلال استغلال نقطة خطاب حقوق الإنسان في إيران.
باشي هي عضو في حزب الخضر السويدي حيث انتخبت كأحد أعضائه في عام 2002 كما تشغل منصب مدير تنفيذي في لجنة المرأة التابعة للحزب. وسبق أن تم اختيارها كمرشحة عن حزب الخضر في الانتخابات السويدية البلدية لمدينة كرامفورس في عام 2002.[إخفاق التحقق]
بغض النظر عن المسيرة المهنية لجولبارج، فهي أيضا فنانة تشكيلية وعضوة في هيئة المرأة للمصورات، وسبق وأن تم تداول صورها على نطاق واسع حيث تناقلتها مختلف وسائل الإعلام المحلية والعالمية مثل الجزيرة، نيويورك تايمز، بي بي سي، سي إن إن ثم منظمة العفو الدولية وكذلك عشرات المواقع الإلكترونية خاصة تلك المؤيدة لحقوق الإنسان. جولبارج متزوجة من البروفيسور في جامعة كولومبيا حميد دباشي، وهي ملحدة. وتتحدث بثماني لغات بالإضافة إلى لغتها الام.

### زلزال 2010
في نيسان/أبريل 2010، أطلقت جولبارج باشي بالتعاون مع جامعة ديوك حملة شرسة هاجمت فيها بعض مشايخ وفقهاء الدين في إيران وذلك عقب تصريح أحدهم في إحدى خطب يوم الجمعة قائلا: «إن سبب الزلزال الذي ضرب اليوم إيران هن النساء، النساء اللائي لا يرتدين ملابس محتشمة ويتصرفن تصرفات أقرب للإباحية ... هذا غضب الله عليهن»، وكانت جولبارج قد نشرت مجموعة من المقالات التي لفتت فيها انتباه وسائل الإعلام حيث انتقدت الشيخ؛ فبدل أن يُركز على المشاكل المادية التي تعتري إيران والتي كان لها تأثير كبير في عدد الوفيات بعد الزلزال صب جام غضبه على نساء عاديات لا حول لهن ولا قوة.